# Damián Marcelo Musto
Damián Marcelo Musto (Casilda , 9 juni 1986 )  is een Argentijnse voetballer, die voor Club Atlético Alumni speelt als middenvelder.  Zijn natuurlijke positie is die van verdedigende spil op het middenveld.  Hij heeft ook een Italiaans paspoort.
Musto startte zijn ontwikkeling bij de lokale ploeg van zijn geboorteplaats, Club Atlético Alumni om zijn opleiding tijdens het seizoen 2005-2006 af te ronden bij Quilmes AC.  Het was bij deze ploeg uit de Primera División dat hij tijdens het seizoen 2006-2007 zijn eerste profcontract zou tekenen.  De ploeg kon zich echter niet handhaven zodat hij tijdens seizoen 2007-2008 op het niveau van Primera B Nacional zou aantreden.
Vanaf seizoen 2008-2009 zou hij overstappen naar reeksgenoot CA Tucumán, waar hij tijdens het eerste seizoen kampioen werd en zo de ploeg hielp om op te klimmen tot het hoogste Argentijnse niveau.  Vanaf seizoen 2009-2010 speelde hij zo weer in de Primera División.  De ploeg kon zijn behoud in de nieuwe reeks bewerkstelligen
Vanaf seizoen 2010-2011 zette hij zijn carrière in het buitenland verder.  Hij kwam terecht bij het Italiaanse Spezia, een ploeg toenmalig actief op het derde niveau, de Lega Pro Prima Divisione.
Vanaf het daaropvolgende seizoen 2011-2012 keerde hij terug naar zijn vaderland, door te tekenen bij Club Olimpo, een ploeg uit de Primera División.
Hij zou er drie seizoenen vertoeven, maar tijdens het vierde seizoen 2014-2015 uitgeleend worden aan reeksgenoot Rosario Central.  Het contract stipuleerde ook een afkoopsom bij definitieve overname.  Deze clausule werd gelicht en zo speelde hij van seizoen 2015-2016 nog twee extra seizoenen bij Rosario.
Vanaf seizoen 2017-2018 verliet hij definitief de competities van zijn vaderland door voor drie seizoenen over te stappen naar Mexicaanse Club Tijuana, een ploeg uit de Liga MX.    De transfersom bedroeg 2 miljoen USD.
Het daaropvolgende seizoen 2018-2019 werd hij echter uitgeleend aan het Spaanse SD Huesca.      Deze ploeg was voor de eerste keer in haar geschiedenis opgeklommen tot de Primera División.  Het contract bevatte ook een definitieve overnameverplichting.  De ploeg eindigde echter voorlaatste en kon zo haar behoud niet verzekeren.  Zo kwam hij vanaf seizoen 2019-2020 terecht in de Segunda División A.  De ploeg zou op het einde van het seizoen haar verloren plaats heroveren, maar de speler was ondertussen tijdens de wintermercado reeds uitgeleend naar het Braziliaanse Sport Club Internacional, een ploeg uit de Campeonato Brasileiro Série A.
Vanaf seizoen 2020-2021 kwam hij terecht bij Uruguayaanse CA Peñarol, een ploeg uit de Primera División.  Tijdens dit eerste seizoen zou hij met de ploeg landskampioen worden en in 2022 de Supercup winnen. Ondanks deze successen zou de speler zijn contract laten ontbinden om terug naar Europa te kunnen keren.
Het seizoen 2022-2023 verhuisde de speler terug naar Spanje bij FC Cartagena, een ploeg uit de de Segunda División A.  Hij tekende er op 25 juli 2022 een contract voor één seizoen, met een optie voor een tweede.  Hij scoorde zijn enige doelpunt tijdens de thuiswedstrijd tegen Real Oviedo. Einde van de maand april 2023 had hij voldoende wedstrijden gespeeld waardoor de optie rechtsgeldig werd en zijn contract tot 2024 verlengd werd.  Hij speelde uiteindelijk zesendertig competitie- en twee bekerwedstrijden, waarvan de 1/16de finale van de beker tegen Villarreal CF de mooiste was.  Begin juni 2023 werd er zelfs een optie voorzien om eventueel verder te kunnen gaan tot einde 2025. Tijdens seizoen 2023-2024 kreeg hij meer concurrentie en daardoor wat minder speelminuten.  Maar zijn leidinggevende talenten op en naast het terrein leidde ertoe dat op 22 juni 2024 zijn contract verlengd werd voor seizoen 2024-2025.  Het werd echter een rampzalig seizoen met uiteindelijk degradatie als gevolg.  Voor het einde van het lopend seizoen, verliet Musto het team op 30 maart 2025 om terug te keren bij zijn ploeg waar hij zijn jeugdopleiding startte : Club Atlético Alumni.